# Sinibrama taeniatus
Sinibrama taeniatus är en fiskart som först beskrevs av Nichols, 1941.  Sinibrama taeniatus ingår i släktet Sinibrama och familjen karpfiskar. Inga underarter finns listade i Catalogue of Life.